# Abdel Hakim Amer

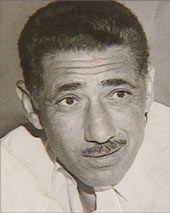
Abdel Hakim Amer

Abdel Hakim Amer (en árabe: عبد الحكيم عامر), nacido el 11 de diciembre de 1919 y fallecido el 14 de septiembre de 1967, fue un militar egipcio. Fue una de las principales figuras del ejército egipcio durante los años centrales del siglo XX, pues participó en la guerra árabe-israelí de 1948, la Revolución egipcia de 1952, la guerra del Sinaí, la Guerra Civil de Yemen del Norte y guerra de los Seis Días. Además, en 1964 fue condecorado como héroe de la Unión Soviética.

## Arresto y causa de muerte
En agosto de 1967, su carrera se truncó repentinamente cuando Amer, junto a más de 50 oficiales militares egipcios y dos exministros, incluido Shams Badran, fueron arrestados por planear un golpe de Estado para derrocar a Gamal Abdel Nasser. Lo mantuvieron bajo arresto domiciliario en su villa en Guiza. El 13 de septiembre, estando en su casa bajo arresto, oficiales egipcios de alto rango le dieron una opción: ser juzgado por traición, que inevitablemente habría terminado con su condena y ejecución, o morir de forma honorable: suicidio por envenenamiento. Amer eligió esta última opción.
Según la posición oficial egipcia, ese mismo día, Amer fue trasladado de urgencia al hospital en un intento por salvar su vida tras el intento de suicidio, ingiriendo "una gran cantidad de píldoras venenosas" a la llegada de los oficiales egipcios para interrogarlo. Después de sobrevivir y ser llevado a casa, logró evadir a sus guardias y tragar más pastillas que mantuvo escondidas bajo una tirita adhesiva en su pierna. Más tarde, la radio de El Cairo anunció su entierro en su pueblo natal de Astal. 
Amer recibió un entierro militar completo. Anwar el-Sadat, quien más tarde se convirtió en presidente de Egipto, expresó que si estuviera en el puesto de Amer, habría hecho lo mismo, sobre todo después de la vergonzosa derrota militar en la guerra de los Seis Días.

## Honores
- Héroe de la Unión Soviética, 13 de mayo de 1964.[6]